# Koufurderrige
Koufurderrige (Fries: Kûfurderrige of Koufurderrige) is een gehucht of buurtschap in de gemeente Súdwest-Fryslân, in de Nederlandse provincie Friesland. Koufurderigge ligt tussen Woudsend en Langweer, ten westen van het Koevordermeer, verspreid aan de N354. Door het dorp loopt Wellesloot, en in het noorden de Jeltesloot met het Jeltesloot Aquaduct.
Koufurderrige heeft een eigen postcode, maar is niet als woonplaats herkenbaar en heeft geen bebouwde kom. Slechts aan één kant staat een wit plaatsnaambord. In 2023 telde Koufurderrige 80 inwoners.

## Geschiedenis
Tot in de 18e eeuw was het westelijke gebied langs het Koevordermeer een vrijwel onbewoonde streek. Alleen in het noorden was er een bewoonde plek aan het meer, die Sand Buiren werd genoemd. Het noordelijke deel van dat gebied behoorde bij Langweer, het middelste en grootste deel bij Dijken en het zuidelijke puntje bij Teroele. In dat laatste deel lag oorspronkelijk een vogelkooi.
In 1843 werd de Rijksstraatweg aangelegd van Sneek naar Lemmer en kwamen er enkele boerderijen in de steek en oosten van de weg.
De plaatsnaam verwijst naar een rij (rige) van huizen aan het Koevordermeer. Op 9 februari 1951 verkreeg het dorp officieel de dorpsstatus en werd het een zelfstandige plaats. Tot 1984 behoorde het tot de voormalige gemeente Doniawerstal en daarna tot 2011 tot de voormalige gemeente Wymbritseradeel.

## Rijksmonumenten
Twee boerderijen uit 1875 zijn aangewezen als rijksmonumenten. Het zijn de enige twee rijksmonumenten van Koufurderrige.

## Straatnaam
Een opvallend feit is dat het dorp feitelijk gezien geen straatnaam heeft, de huizen hebben adressering Nummer gevolgd door het huisnummer.
Steden: Bolsward · Hindeloopen · IJlst · Sneek · Stavoren · Workum

Dorpen en gehuchten: Abbega · Allingawier · Arum · Blauwhuis · Bozum · Breezanddijk · Britswerd · Burgwerd · Cornwerd · Dedgum · Deersum · Edens · Exmorra · Ferwoude · Folsgare · Gaast · Gaastmeer · Gauw · Goënga · Greonterp · Hartwerd · Heeg · Hemelum · Hennaard · Hichtum · Hidaard · Hieslum · Hommerts · Idsegahuizum · IJsbrechtum · Indijk · It Heidenskip · Itens · Jutrijp · Kimswerd · Kornwerderzand · Koudum · Kubaard · Loënga · Lollum · Longerhouw · Lutkewierum · Makkum · Molkwerum · Nijhuizum · Nijland · Offingawier · Oosterend · Oosterwierum · Oosthem · Oppenhuizen · Oudega · Parrega · Piaam · Pingjum · Poppingawier · Rauwerd · Rien · Roodhuis · Sandfirden · Scharl · Scharnegoutum · Schettens · Schraard · Sijbrandaburen · Terzool · Tirns · Tjalhuizum · Tjerkwerd · Uitwellingerga · Waaxens · Warns · Westhem · Wieuwerd · Witmarsum · Wolsum · Wommels · Wons · Woudsend · Zurich

Buurtschappen: Abbegaasterketting · Anneburen · Arkum · Atzeburen · Baarderburen · Baburen · Bernsterburen · De Bieren · De Blokken · De Hel · De Grits · De Kat · De Klieuw · De Polle · De Wieren · Dijksterburen · Doniaburen · Draaisterhuizen · Driehuizen · Eemswoude · Engwerd · Engwier · Exmorrazijl · Feyteburen · Flansum · Galamadammen · Gooium · Grauwe Kat · Grote Wiske · Grotewierum · Harkezijl · Hayum · Hemert · Hidaarderzijl · Hoekens · Hornsterburen · Idzega · Idserdaburen · Indijk (Bozum) · Jet · Jonkershuizen · Jousterp · Jouswerd · Kampen · Kleine Gaastmeer · Kleine Wiske · Kleiterp · Kooihuizen · Koufurderrige  · Kromwal · Koudehuizum · Laaxum · Laad en Zaad · Lippenwoude · Lytshuizen · Makkum (Bozum) · Meilahuizen · Montsamaburen · Nijeburen · Nijeklooster · Nijezijl · Oosthem (Witmarsum) · Osingahuizen · Piekezijl · Remswerd · Rijtseterp · Scharneburen · Schrok · Sieswerd · Sjungadijk · Smallebrugge · Sotterum · Speers  · Strand · Swaanwerd · Swarte Beien · Tsjerkebuorren · Vierhuizen · Viersprong · Vijfhuis · Vissersburen  · Het Vliet· Westerlittens · Wolsumerketting · Wonneburen · Ypecolsga

 Voormalige buurtschappen: Aaksens · Angterp · De Band · Barsum · De Bird · Bittens · Bloemkamp · Bootland · Bovenburen · Doniawier · Goëngamieden · Hiddum · Houw · Knossens · De Nes · Ottenburen · Sandfirderrijp · Slijp · Spijk · De Weeren 

Friesland: Steden en dorpen      Nederland: Provincies · Gemeenten